# Tournoi de tennis de Géorgie
Le tournoi de tennis de Géorgie (États-Unis) est une ancienne compétition de tennis féminin du circuit professionnel WTA.
Deux éditions du tournoi ont été organisées en 1972 et 1973.

## Palmarès

### Simple
| No | Date       | Nom et lieu du tournoi                    | Catégorie | Dotation | Surface      | Vainqueure   | Finaliste            | Score           |         |
| -- | ---------- | ----------------------------------------- | --------- | -------- | ------------ | ------------ | -------------------- | --------------- | ------- |
| 1  | 01-08-1972 | Virginia Slims of Columbus, Columbus (GA) |           | 25 500 $ | Terre (ext.) | Rosie Casals | Françoise Dürr       | 6-72, 7-60, 6-0 | Tableau |
| 2  | 24-09-1973 | Virginia Slims of Columbus, Columbus (GA) |           | 30 000 $ | Terre (ext.) | Chris Evert  | Margaret Smith Court | Abandon         | Tableau |

### Double
| No | Date       | Nom et lieu du tournoi                   | Catégorie | Dotation | Surface      | Vainqueures                  | Finalistes                   | Score    |         |
| -- | ---------- | ---------------------------------------- | --------- | -------- | ------------ | ---------------------------- | ---------------------------- | -------- | ------- |
| 1  | 01-08-1972 | Virginia Slims of Columbus Columbus (GA) |           | 25 500 $ | Terre (ext.) | Françoise Dürr Helen Gourlay | Kerry Harris Kerry Melville  | 6-4, 6-3 | Tableau |
| 2  | 24-09-1973 | Virginia Slims of Columbus Columbus (GA) |           | 30 000 $ | Terre (ext.) | Françoise Dürr Betty Stöve   | Mona Schallau Pam Teeguarden | 7-5, 7-5 | Tableau |